# ماتيو باودرليكي
ماتيو باودرليكي (بالفرنسية: Mathieu Bauderlique)‏ (مواليد 3 يوليو 1989) هو ملاكم فرنسي، مثّل بلاده في الألعاب الأولمبية الصيفية 2016.

## روابط خارجية
ماتيو باودرليكي على موقع بوكس ريك (الإنجليزية) (registration required)
- ماتيو باودرليكي على موقع اللجنة الأولمبية الدولية (الإنجليزية)
- ماتيو باودرليكي على موقع أوليمبيديا (الإنجليزية)
- ماتيو باودرليكي على موقع اللجنة الأولمبية الفرنسية (مؤرشف) (الفرنسية)